# Pleurothyrium pascoense
Pleurothyrium pascoense är en lagerväxtart som beskrevs av Van der Werff. Pleurothyrium pascoense ingår i släktet Pleurothyrium och familjen lagerväxter. Inga underarter finns listade i Catalogue of Life.